# Rideau Canal

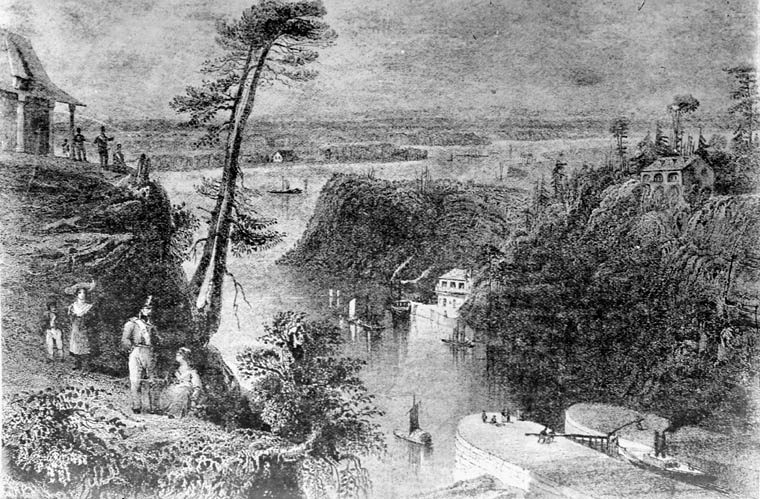
Schleusen des Rideau Canal im 19. Jahrhundert

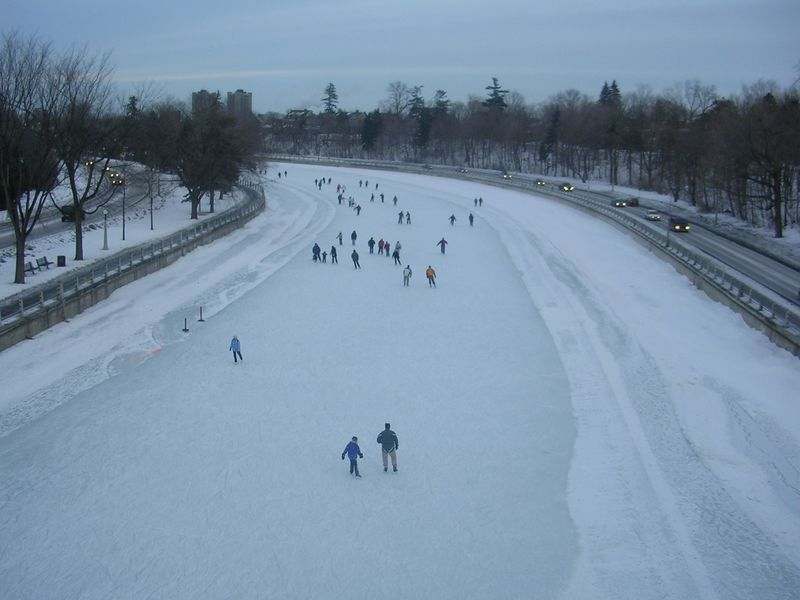
Der zugefrorene Rideau Canal in Ottawa als Eisbahn

Der Rideau Canal (französisch Canal Rideau), manchmal auch als Rideau Waterway bezeichnet, ist ein Kanal in der kanadischen Provinz Ontario. Er verbindet die Hauptstadt Ottawa am Ottawa-Fluss mit der Stadt Kingston am Ontariosee. Der 202 km lange und nach dem Rideau River benannte Kanal wurde 1832 eröffnet und ist die älteste ununterbrochen benutzte künstliche Wasserstraße in Nordamerika. 2007 erklärte die UNESCO den Rideau Canal zum Weltkulturerbe.

## Geographie
In den 202 Kilometern der Wasserstraße sind längere ausgebaute Abschnitte auf dem Rideau River und dem Cataraqui River enthalten, ebenso verschiedene Seen. Nur rund 19 Kilometer sind künstlich angelegt. Gemeinden entlang der Wasserstraße sind Ottawa, Smiths Falls, Merrickville, Westport, Battersea und Kingston.
Insgesamt gibt es 47 Schleusen an 24 Standorten. Auf dem Kanal können im Normalbetrieb Schiffe mit einer Länge bis zu 27,4 m (90 Fuß), einer Breite bis zu 7,9 m (26 Fuß) und einer Höhe von 6,7 m (22 Fuß) verkehren. Bei besonderen Umständen sind auch bis zu 33,5 m (110 Fuß) lange und 9,1 m (30 Fuß) breite Schiffe zugelassen.
Im Winter, wenn der Kanal jeweils zufriert, ist ein 6,4 km langer Abschnitt im Stadtzentrum von Ottawa offiziell die weltweit größte Anlage für Schlittschuhlaufen. Knapp 2 km nach dem Einlauf vom Rideau River beginnt an den Hartwell-Schleusen bei der Carleton University die nutzbare Eisfläche. Sie weitet sich am etwa 300 × 600 m messenden Dow’s Lake auf und läuft wieder als schmaler Kanal bis zur Brücke der Wellington Street am Château Laurier. Dahinter führt die 400 m lange Schleusenkette hinunter zum Ottawa-Fluss. 2024 wurde die „8 km lange“ Eisbahn am 22. Januar zur (kostenlosen) Benutzung freigegeben.

## Geschichte
Kurz nach dem Britisch-Amerikanischen Krieg von 1812, als noch immer die Gefahr eines Angriffs der USA auf die britische Kolonie Oberkanada bestand, wurde der Bau eines Kanals vorgeschlagen. In dieser Zeit errichteten die Briten mehrere Kanäle und Festungen, um mögliche zukünftige amerikanische Invasionsversuche zu verhindern.
Der ursprüngliche Zweck des Rideau Canal war militärischer Art. Der Kanal sollte eine sichere Versorgungs- und Kommunikationsroute zwischen Montreal und Kingston ermöglichen. Von Montreal aus würde die Binnenschifffahrt zunächst westwärts entlang des Ottawa-Flusses nach Bytown (heute Ottawa) führen, danach südwestwärts durch den Kanal nach Kingston und dort in den Ontariosee. Die Absicht war es, den direkt an der Grenze liegenden Abschnitt des Sankt-Lorenz-Stroms zu umgehen, wo britische Versorgungsschiffe Angriffen ausgesetzt oder von einer Blockade betroffen gewesen wären.
Oberstleutnant John By von den Royal Engineers hatte die Aufsicht über den Bau des Kanals. Die Finanzierung übernahmen verschiedene private Investoren. Irische und frankokanadische Arbeiter führten die eigentlichen Arbeiten aus. Rund tausend Arbeiter starben an Malaria, anderen Krankheiten und bei Unfällen. Kurz nach Vollendung der Bauarbeiten brach zudem eine Cholera-Epidemie aus, die weitere Todesopfer forderte.
Die Bauarbeiten dauerten fünf Jahre und waren im November 1831 abgeschlossen. Am 24. Mai 1832 erfolgte die offizielle Eröffnung. Die Baukosten betrugen £822.000, weit über dem Budget. John By wurde deshalb nach London zurückbeordert und musste sich vor einer parlamentarischen Untersuchungskommission rechtfertigen. Die Kommission sprach ihn von jeglichem Fehlverhalten frei.
Zwischen Kanada und den Vereinigten Staaten gab es keine weiteren militärischen Auseinandersetzungen, so dass der Rideau Canal nie in einem Krieg seine Funktion erfüllen musste.
Heute wird der Rideau Canal nur noch touristisch genutzt. Rundfahrten auf dem Kanal werden in Ottawa angeboten. Es gibt zahlreiche Möglichkeiten, am Kanal zu wandern, Rad zu fahren oder mit Booten die Landschaft zu genießen. Die meisten Schleusen werden noch immer von Hand bedient. Seit dem Jahr 1925 hält der Rideau Canal den Status eines National Historic Site.

## Filme
- Der Rideau-Kanal in Kanada. Dokumentarfilm, Deutschland, 2011, 43:16 Min., Buch und Regie: Horst Brandenburg, Produktion: BRB Filmproduktion, SWR, arte, Redaktion: Länder – Menschen – Abenteuer, Reihe: Kanalreisen, Erstsendung: 5. Juli 2011 bei arte, Inhaltsangabe und Filmszenen vom SWR.
- Der Rideau-Kanal in Kanada. Eine Romanze zwischen Technik und Natur.  Dokumentarfilm, Deutschland, 2011, 14:53 Min., Buch und Regie: Horst Brandenburg, Produktion: SWR, Reihe: Schätze der Welt, Erstsendung: 12. Februar 2011 beim SWR, Inhaltsangabe mit online-Video vom SWR.